# Вераго (Верона)
Вераго је насеље у Италији у округу Верона, региону Венето.
Према процени из 2011. у насељу је живело 64 становника. Насеље се налази на надморској висини од 685 м.